# Sara Burgerhartstraat

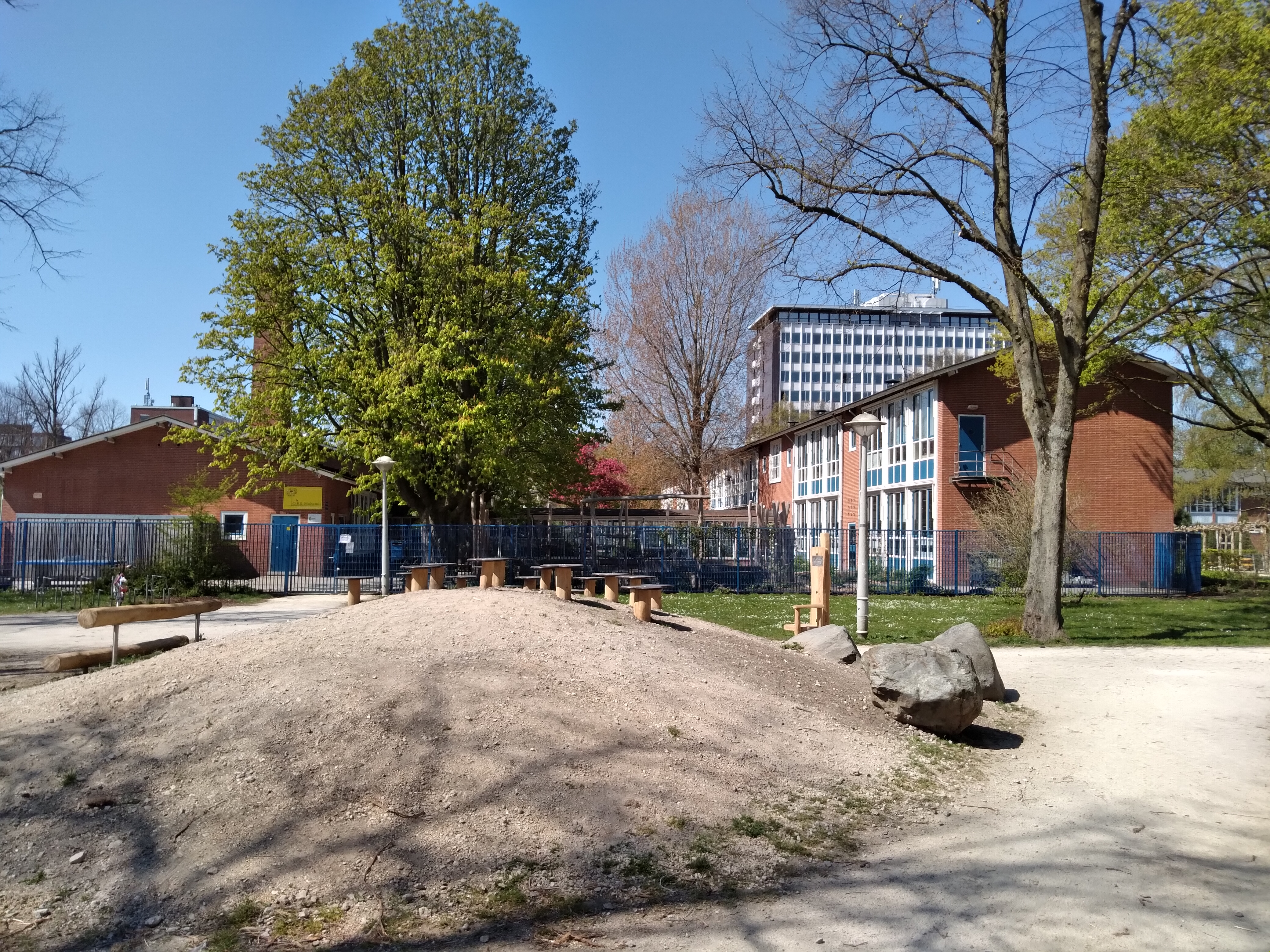
Sara Burgerhartstraat 5 (april 2021)

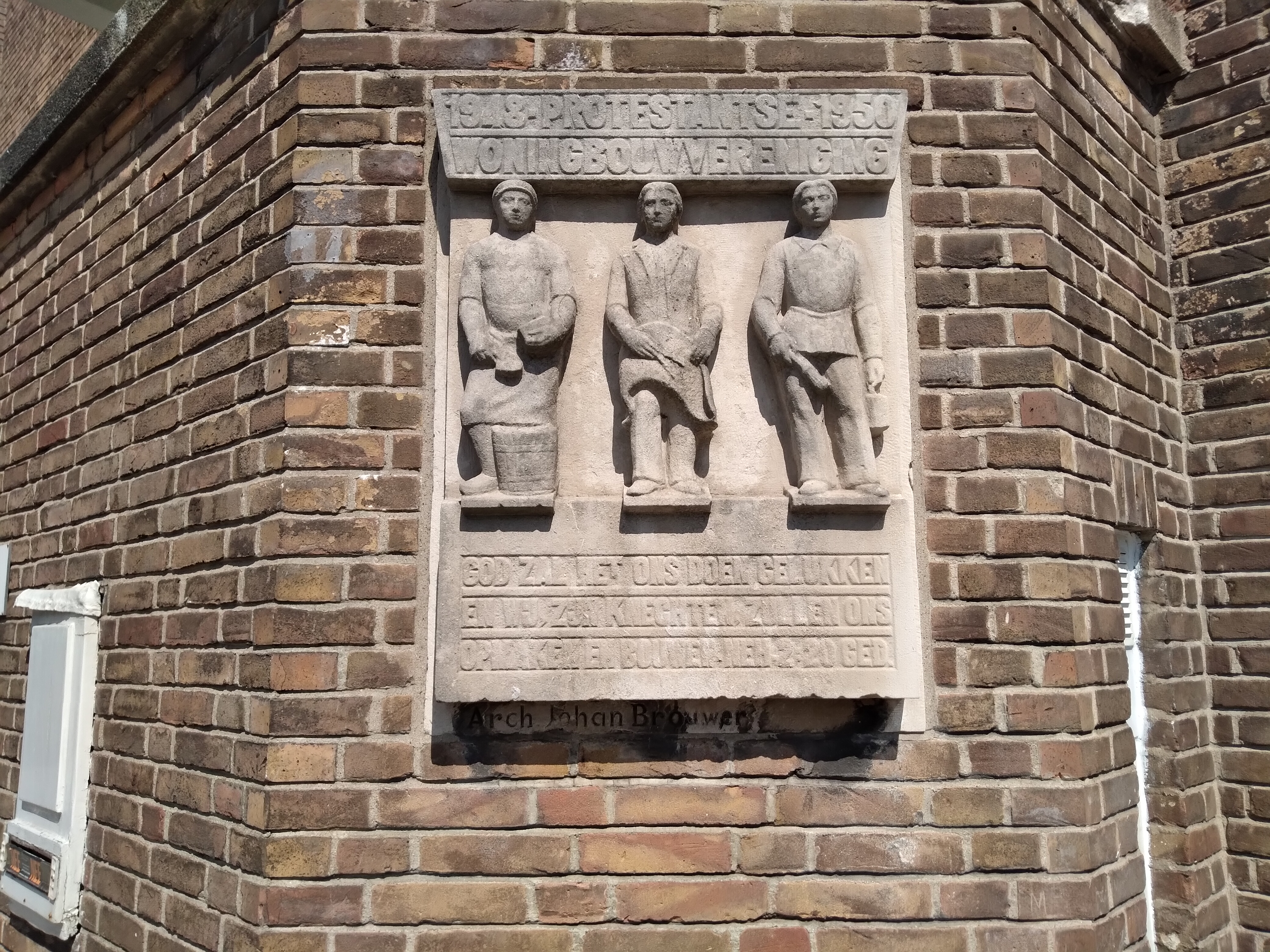
Gevelsteen op Sara Burgerhartstraat 2 (april 2021)

De Sara Burgerhartstraat is een straat in Amsterdam-West, wijk Landlust.

## Geschiedenis
De straat kreeg haar naam op 20 april 1939, toen de gemeente Amsterdam de straat vernoemde naar de briefroman Historie van mejuffrouw Sara Burgerhart van Betje Wolff en Aagje Deken. Meerdere straten in de buurt zijn vernoemd naar literaire werken, zoals de Krelis Louwenstraat (Krelis Louwen, blijspel van Pieter Langendijk). 
De straat kwam voort uit het Algemeen Uitbreidingsplan van Cor van Eesteren van de Dienst der Publieke Werken. De straat werd echter pas na de Tweede Wereldoorlog ingericht en bebouwd. Daarna gebeurde eigenlijk niets meer opvallends in deze buurt, behalve het vertrek van de oorspronkelijk bevolking en komst van immigranten.

## Traject
De straat loop van zuidoost naar noordwest, parallel aan de Admiraal de Ruijterweg. Ze begint als twee aparte straten. De oostelijke straat begin na een S-bocht als voortzetting van de Hertspiegelweg. De westelijke straat ligt in het verlengde van de Hofwijckstraat na de kruising met de  Wiltzanghlaan. Kort daarna voegen beide straten samen en kruist de Krelis Louwenstraat en eindigt in een doodlopend stuk op het talud van de Rijksweg 10/Einsteinweg.

## Gebouwen
De huisnummers lopen op van 1 tot en met 5 en 19-21 aan de oneven zijde en 2 tot en met 82 aan even zijde. Deze scheve verdeling is te danken aan de plaatsing van drie schoolgebouwen op de oneven kant in een parkachtige omgeving; de even kant is opgevuld met portiekwoningen. De gebouwen zijn:
- Sara Burgerhartstraat 1-3; schoolgebouw uit 1959 van de architect Manon Peyrot van de Dienst der Publieke Werken; kwam in 2008 voor op de lijst Top 100 van het naoorlogs erfgoed; sinds 25 juni 2019 een gemeentelijk monument;
- Sara Burgerhartstraat 5: een zogenaamd H-schoolgebouw uit 1952/193 ontworpen architect Jan Leupen van de Dienst der Publieke Werken; kwam in 2008 voor op de lijst Top 100 van het naoorlogs erfgoed;  sinds 10 februari 2009 een gemeentelijk monument; waarschijnlijk eerste school van dit type H; op binnenplaats kon in de open lucht lesgegeven worden;
- Sara Burgerhartstraat 5/Krelis Louwenstraat 4: een zogenaamd H-schoolgebouw uit 1952 ontworpen architect Kees van der Wilk van de Dienst der Publieke Werken; kwam in 2008 voor op de lijst Top 100 van het naoorlogs erfgoed;  sinds 10 februari 2009 een gemeentelijk monument; bijbehorende kleuterschool
- Sara Burgerharstraat 19-21/Krelis Louwenstraat 5: Zaanstad uit 1966; sinds 25 juni 2019 een gemeentelijk monument;
- Sara Burgerhartstraat 2-76/Wiltzanghlaan 6-8; 156 Portiekwoningen uit 1949 ontworpen door Johan Brouwer bestaande uit een plint met bergingen en vier woonlagen;
- Sara Burgerhartstraat 78; een blokje dat al in 1924 is neergezet, eigenlijk vrijwel direct nadat Amsterdam de gemeente Sloten in 1921 had geannexeerd;
- Sara Burgerhartstraat 80-82; een bedrijfsgebouw met woningen uit 1957 ontworpen door Justus Hendrik Scheerboom; in de bedrijfsunit zaten de bedrijven Algemeen Nederlands Persbureau (ANP) en Gamma; in 2021 is er een filiaal van Lidl gevestigd. Een blinde gevel werd in 2022 opgeluisterd door de muurschildering Individualiteit tegenover collectiviteit van Munir de Vries.

## Kunst
In de scholen is tijdens de bouw wandkunst aangebracht door Theo Kurpershoek en Frieda Hunziger. Tot 2016 was het beeld Schip in aanbouw van Hildo Krop te vinden nabij de school op huisnummer 1; sindsdien wordt het tentoongesteld bij Museum Het Schip. De vrij korte straat rest nog twee voorbeelden van kunst in de openbare ruimte. 

### Sara Burgerhartstraat 2
Aan het begin van het woonblok is een steen gemetseld. De steen is ontworpen door Hans Reicher. Kunsthistoricus Yteke Spoelstra die voor de gemeente een inventarisatie maakte van openbare wandkunst, omschreef het als een reliëf met figuratieve weergave van drie mensen in het bouwproces, van links naar rechts metselaar, architect en ambachtsman. Daarboven de tekst 
1948-Protestantse-1950
Woningbouwvereniging
 Daaronder de tekst: 
God zal met ons doen gelukken
 wij, zijn knechten, zullen ons
opmaken en bouwen, Neh 2:20 Ged
Alles vastgemaakt op een architectensteen: Arch. Johan Brouwer.
Spoelstra deelde het in in de klasse "Behoudenswaardig" (Behoudenswaardig-Waardevol-Top), maar onlosmakelijk verbonden met het woonblok van die Protestantse Woningbouwvereniging.

### Sara Burgerhartstraat woonblok
Boven de drie centrale portieken (34-36, 54-56 en 74-76) zijn drie beeldengroepen uit 1953-1956 te zien van André Schaller. Het bestaat uit zes figuratieve beelden (2 om 2), aldus dezelfde Spoelstra en ook onlosmakelijk verbonden aan die blok; deze groep is ingedeeld als "Waardevol".